# Cleantis prismatica
Cleantis prismatica es una especie de crustáceo isópodo marino de la familia Holognathidae.

## Distribución geográfica
Se distribuye por el Atlántico nororiental y el mar Mediterráneo occidental.